# Todendorf
Todendorf település Németországban, Schleswig-Holstein tartományban. Lakosainak száma 1261 fő (2023. december 31.). Todendorf Ahrensburg községgel határos.

## Népesség
A település népességének változása:
| Lakosok száma | 877  | 1255 | 1248 | 1281 | 1273 | 1261 |
|               | 1975 | 2017 | 2019 | 2021 | 2022 | 2023 |